# Rudchan-Festung
Koordinaten: 37° 3′ 52″ N, 49° 14′ 21″ O

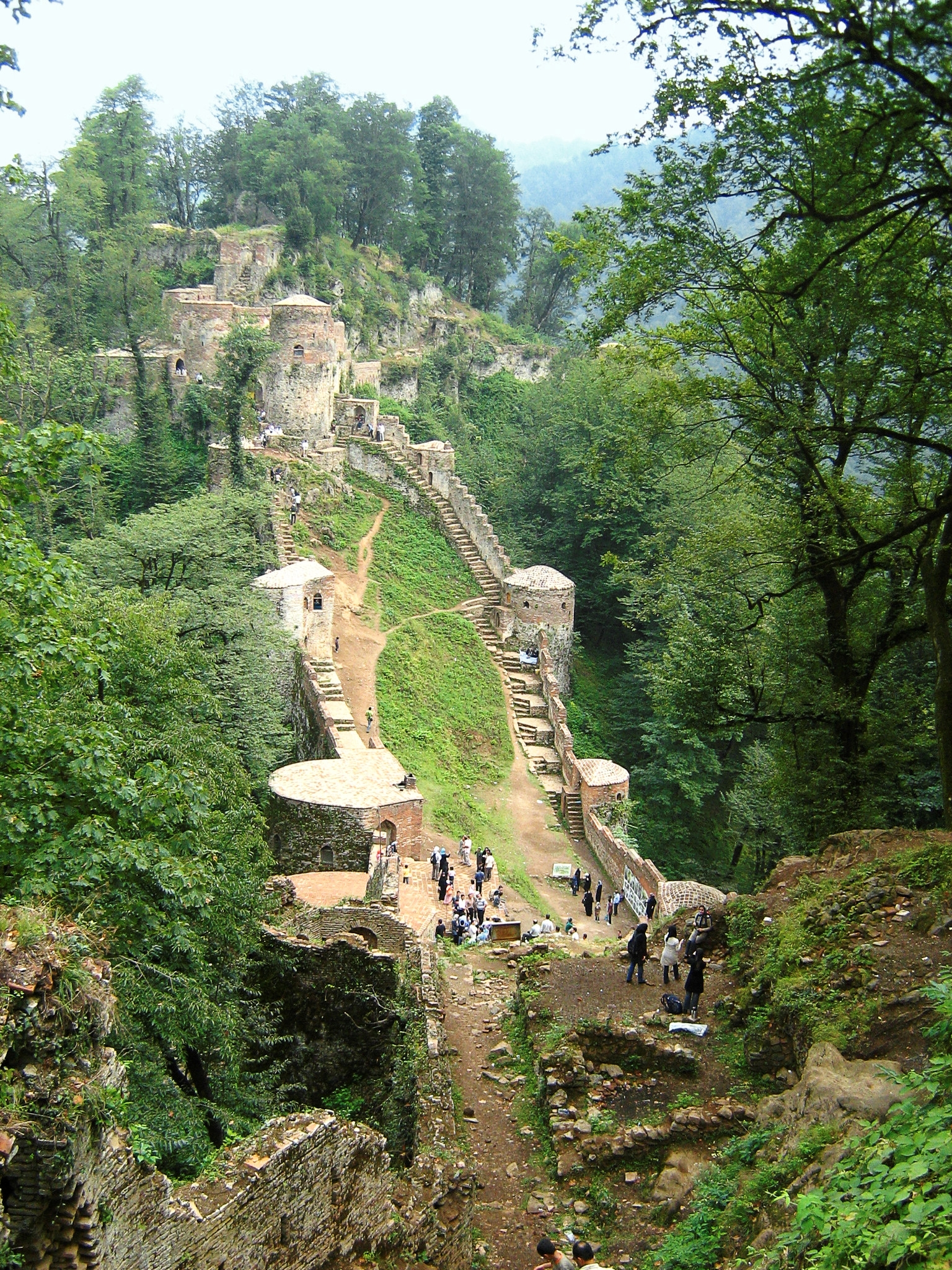
Blick auf die Festung

Die Rudkhān-Festung (persisch قلعه رودخان Ghal'eh Rudkhān) ist eine mittelalterliche Befestigung in der Provinz Gilan im nördlichen Iran. Sie liegt 25 km südwestlich der Stadt Foman.
Die zwischen zwei Gipfeln eines Berges errichtete Stein- und Ziegelfestung wurde während der Herrschaft der Seldschuken von den Ismailiten erbaut. Sie verfügt heute noch über 42 intakte Türme, zwei Toranlagen sowie mehrere Gebäude und zieht sich in einer Höhe von 670 m bis 715 m über eine Strecke von 1.550 m und erstreckt sich über zwei Erhebungen eines Bergrückens. Dabei bedeckt sie eine Fläche von 50.000 m².
In der Nähe der Festung befindet sich der Ghal'eh Rudkhan-Fluss, der in nördliche Richtung fließt.

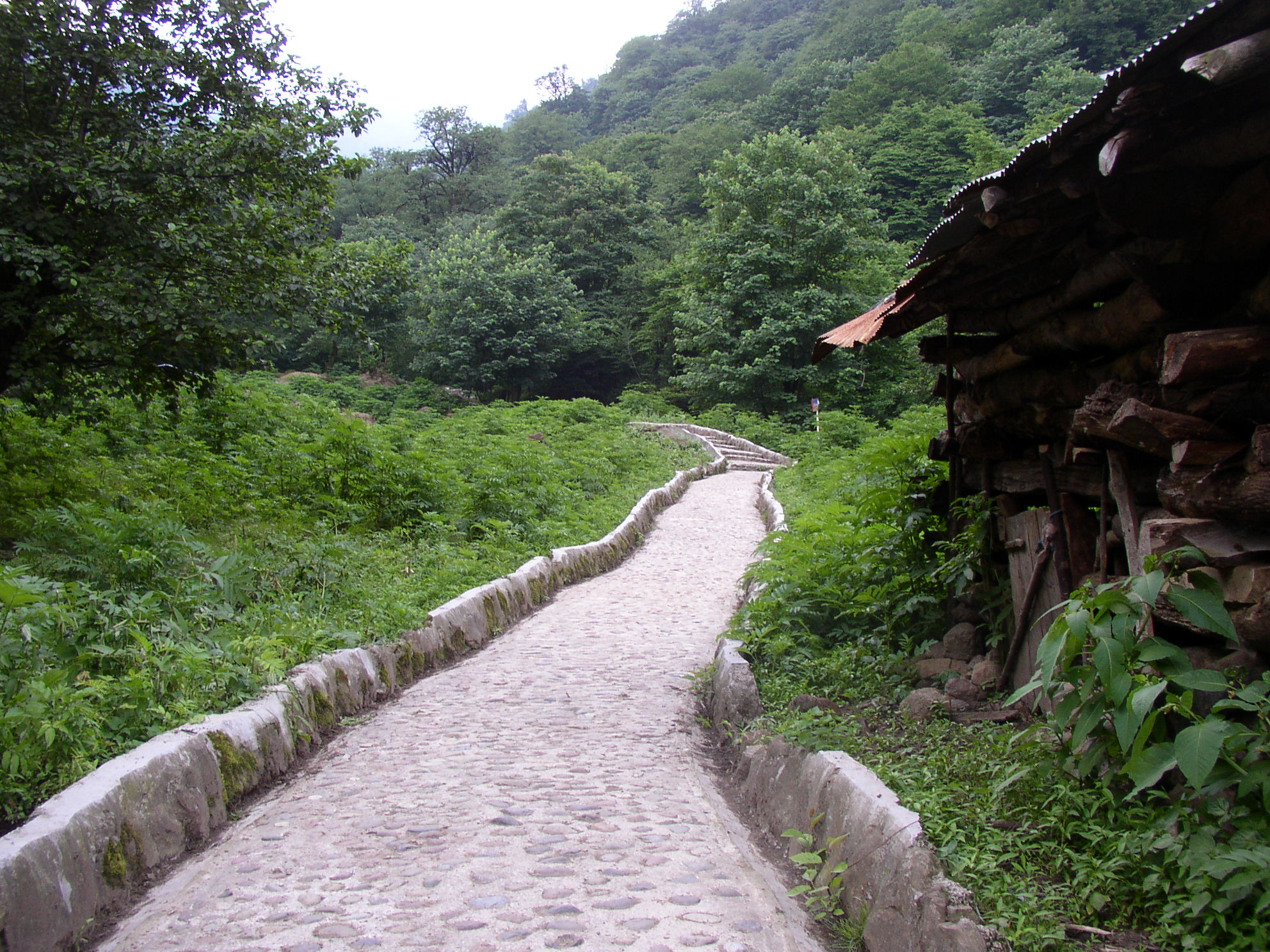
Weg durch das Gelände

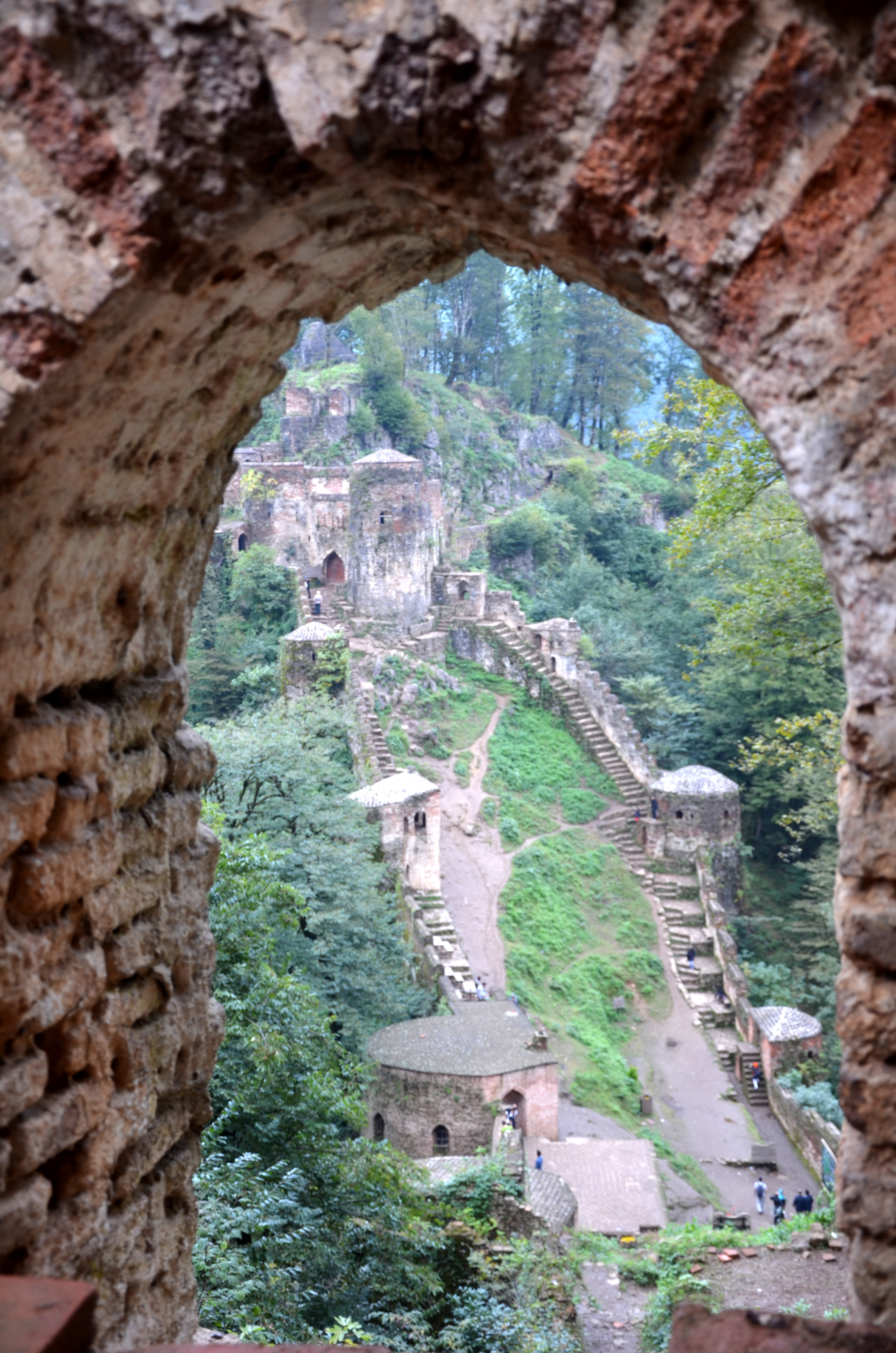

## Einzelnachweise

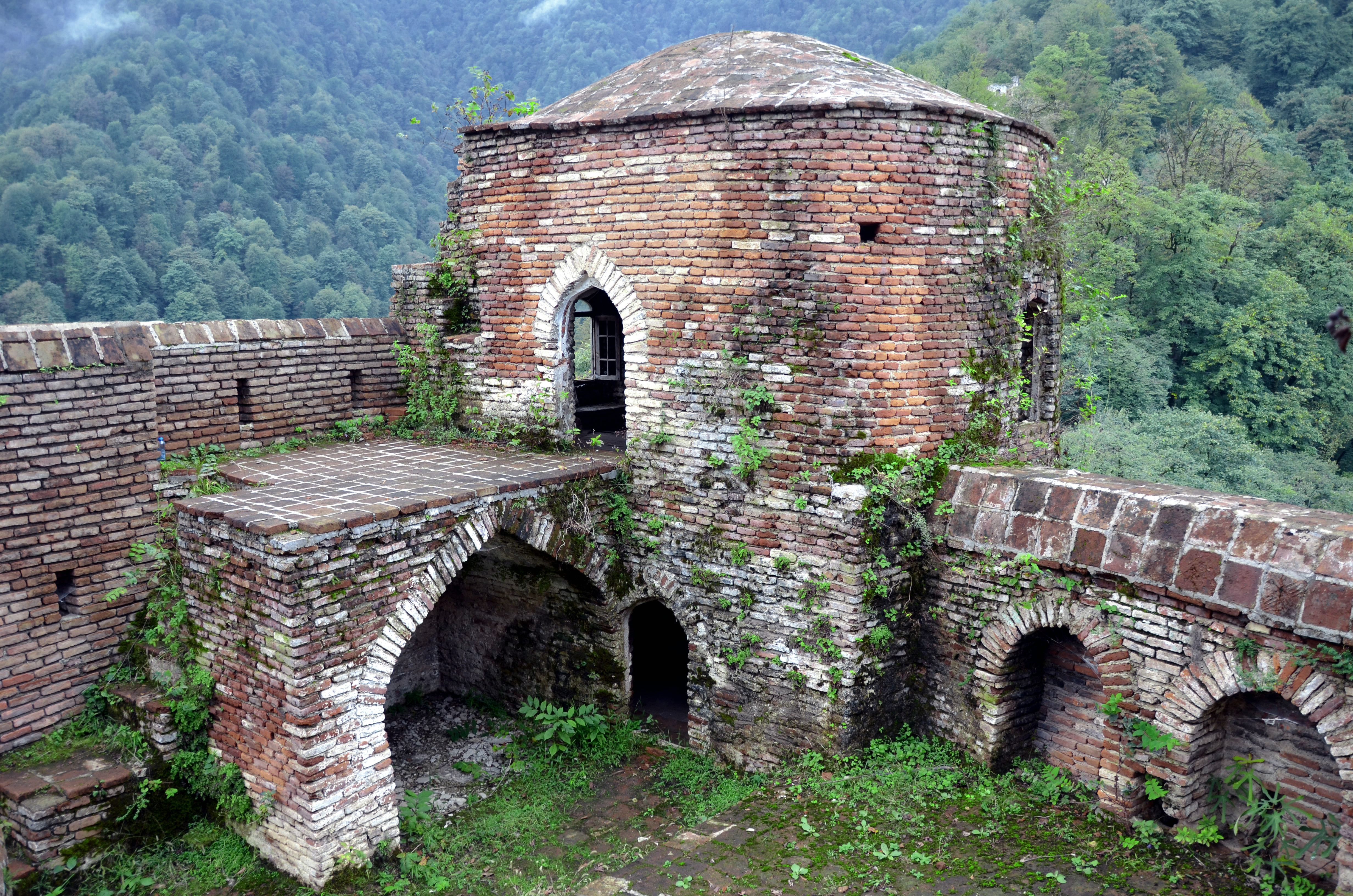